# Korenovska kultura
Korenovska kultura je neolitička kultura raširena u središnjoj Hrvatskoj (Malo Korenovo i Drljanovac kraj Bjelovara, Kaniška Iva kraj Garešnice i Tomašica kraj Kutine). Pripada srednjoeuropskom kompleksu kultura s linearnotrakastom keramikom. Njezini su nositelji zadržali stariju, starčevačku tradiciju stanovanja u zemuničkim nastambama. Kultura je prepoznatljiva po finoj, sivkastoj keramici ukrašenoj urezivanjem – jednostrukim ravnim, izlomljenim ili lučnim crtama, spiralnim kukama, ili dvostrukim i trostrukim usporednim crtama koje tvore trakaste uzorke (V i A motivi, girlande, cik-cak trake i dr.). Korenovska kultura nastala je vjerojatno na prostoru jugozapadne Mađarske u doba starijih stupnjeva linearnotrakaste keramike, a odatle se preko Drave spustila u središnju Hrvatsku, gdje predstavlja najjužniji izdanak toga velikoga srednjoeuropskoga kulturnoga kompleksa.